# Сизов, Геннадий Васильевич
Генна́дий Васи́льевич Сизо́в (9 сентября 1941 — 14 октября 2021) — советский и российский дипломат, Чрезвычайный и полномочный посол (2001).

## Биография
В 1959 году окончил Калужский техникум железнодорожного транспорта. 
- В 1959—1960 годах — механик тоннельно-мостового отряда №1 в Туапсе (Краснодарский край).
- В 1960—1963 годах — служба в Советской армии.
- С 1963 года — старший техник-конструктор на Тульском оружейном заводе.

В 1970 году окончил Университет дружбы народов им. Патриса Лумумбы, а в 1983 — Курсы усовершенствования руководящих дипломатических работников при Дипломатической академии МИД СССР. Владел испанским и английским языками.
- В 1971—1976 годах — сотрудник Посольства СССР в Эквадоре.
- В 1978—1982 годах — сотрудник Посольства СССР в Уругвае.
- В 1984—1990 годах — сотрудник Посольства СССР на Кубе.
- В 1994—1997 годах — советник-посланник Посольства России в Таджикистане.
- С декабря 1997 по июнь 1998 года — главный советник Департамента Латинской Америки МИД России.
- С 30 июня 1998 по 11 июля 2003 года — чрезвычайный и полномочный посол Российской Федерации в Боливии[1][2].
- В 2003—2004 годах — заместитель директора Департамента безопасности МИД России.

С 2004 года — на пенсии.
Скончался 14 октября 2021 года. Похоронен на Федеральном военном мемориале «Пантеон защитников Отечества».

## Дипломатический ранг
- Чрезвычайный и полномочный посланник 2 класса (20 июня 1994)[5].
- Чрезвычайный и полномочный посланник 1 класса (30 декабря 1995)[6].
- Чрезвычайный и полномочный посол (30 ноября 2001)[7].

## Награды
- Медаль «За отвагу» (21 июня 1996) — За заслуги перед государством, большой вклад в проведение внешнеполитического курса и обеспечение национальных интересов России, мужество и самоотверженность, проявленные при исполнении служебного долга[8].
- Орден Дружбы (1 июля 1997) — За активное участие в решении вопросов межтаджикского урегулирования[9].